# Cmentarz żydowski w Jasionówce
Cmentarz żydowski w Jasionówce – nekropolia żydowska założona w 1800. 

## Opis
Cmentarz ma powierzchnię 4,18 ha. Znajduje się na północ od miejscowości przy cmentarzu katolickim. Do naszych czasów zachowało się około 400 nagrobków i fragmenty ogrodzenia. 
Na cmentarzu umieszczono pomnik ku czci zamordowanych w czasie II wojny światowej na cmentarzu przez Niemców 300 Żydów.
Przypuszczalnie w Jasionówce znajdował się jeszcze stary cmentarz żydowski.